# Indusium griseum
Das Indusium griseum („grauer Schleier“) ist eine dünne Schicht grauer Substanz, die sich unmittelbar dorsal des Corpus callosum befindet. Es gehört zum Archipallium, stellt also einen phylogenetisch alten Teil des Großhirns dar. An beiden Seiten ist das Indusium griseum durch Längswulste verdickt, die als Striae longitudinales medialis und lateralis bezeichnet werden. Das Indusium griseum ist ein Teil der Hippocampusformation. 